# ترله پابز
ترله پابز (اسپانیایی: Terele Pávez‎؛ ‏ ۲۹ ژوئیهٔ ۱۹۳۹ – ۱۱ اوت ۲۰۱۷) بازیگر اهل اسپانیا بود.
از فیلم‌ها یا برنامه‌های تلویزیونی که وی در آن نقش داشته‌است، می‌توان به شب بزرگ من، جادوگران سوگاراموردی، بار، ما هجده ساله‌ایم و روز هیولا اشاره کرد.
وی همچنین برندهٔ جوایزی همچون جایزه گویا شده‌است.